# American Journal of Primatology
American Journal of Primatology es una revista científica mensual y publicación oficial de la American Society of Primatologists. Fue lanzada en 1981 y cubre todas las áreas de la primatología, incluyendo la ecología del comportamiento, biología de la conservación, biología evolutiva, historia natural, demografía, paleontología, fisiología, endocrinología, genética, genética molecular, y psicobiología de los primates diferentes a los humanos. Aparte de las publicaciones periódicas, la revista publica un suplemento anual que detalla el cronograma anual de reuniones de la sociedad. El redactor jefe es Paul Garber (Universidad de Illinois en Urbana-Champaign). El tipo de artículos publicados son: artículos de investigación originales, revisiones de artículos, revisiones de libros, comentarios y conferencias.
Según el Journal Citation Reports, el factor de impacto para 2011 fue de 2,221.
Según SCI Journal la revista tiene un factor de impacto de 2,371.

## Métricas de revista
2022
- Web of Science Group : 2.371
- Índice h de Google Scholar: 86
- Scopus: 2.736